# Na tahu
Na tahu je český projekt skupiny přátel tvořící webový video obsah, zejména hraní Dungeons & Dragons, neboli Dračák. Na tahu začal streamovat první kampaň na jaře v roce 2020. Hlavní kampaň Věčné duše: Počátek byla ukončena po 38 epizodách a pokračování této kampaně, nazvané jednoduše Věčné Duše, stále pokračuje od října 2020.
Hlavní kampaň je vysílána pravidelně každý čtvrtek od 18 hodin na kanále Na tahu na Twitchi a YouTube. V říjnu 2020 navázal projekt Na tahu úzkou spolupráci s komunitním portálem NerdFix společnosti MediaRealms s.r.o.

## Vznik
Na tahu vzniklo 5. února 2020 a započalo vysílání několika oneshoty (jednorázový, uzavřený příběh). O měsíc později započali Věčné duše: Počátek, v samotném počátku pandemie koronaviru, kdy hlavní aktivity a zaměstnání účinkujících byly značně omezené. Původní rozsah kampaně byl koncipován do 4. úrovně postav (dle pravidel Dungeons & Dragons 5. edice) , což se předpokládalo na cca 4-7 dílů po 3-4 hodinách.
Díky zájmu diváků a pozitivnímu ohlasu se rozhodl projekt pokračovat a dále rozvíjet tuto kampaň dál.

## Členové
Členové:
- Jiří Korčák
  - Vypravěč (kampaň Věčné duše)
- Robert Bauer
  - Mistral (kampaň Věčné duše)
  - Vincenzo Salvatore (kampaň Stříbrné šípy)
- Daniel Habrda
  - Brindal Čajlístek (kampaň Věčné duše)
  - Dorian (kampaň Stříbrné šípy)
- Robert Sluka
  - Anthony St'Aark (kampaň Věčné duše)
  - Baahir Sahih (kampaň Stříbrné šípy)
- Jakub Staněk
  - Thomerican (kampaň Věčné duše)
  - Alius (kampaň Stříbrné Šípy)
- Flowee Pospíšilová (2020 - 2022)
  - Que T. (kampaň Věčné duše)

## Formát vysílání
Kampaň Věčných duší vysílá živě každý čtvrtek od 18 hodin na svém kanálu na herní streamovací platformě Twitch a také na Youtube. Každá epizoda trvá kolem 4 hodin. Kampaň již byla také ve několika případech hrána před živým publikem.
Na tahu při hraní Dungeons & Dragons klade důraz především na interakci mezi svými nebo nehráčskými postavami před souboji.

## Kampaně

### Struktura
Děj v kampaních se skládá ze série příběhových oblouků, které se hrají v několika epizodách. Mezi nebo v rámci hlavních oblouků příběhu postavy odpočívají, doplňují zásoby nebo plní vedlejší úkoly. Každá hráčská postava má své vlastní příběhové pozadí (tzv. backstory) neuzavřenou část své historie, která může být relevantní s příběhem kampaně.
Svět, ve kterém se hlavní kampaň odehrává, se jmenuje Exandria jehož tvůrcem je americký dabér a Dungeons Master amerického projektu Critical Role, Matthew Mercer.
| Kampaň                | Název kampaně       | Epizody | První epizoda   | Poslední epizoda   | Platformy                |
| --------------------- | ------------------- | ------- | --------------- | ------------------ | ------------------------ |
| Hlavní kampaně        |                     |         |                 |                    |                          |
| 1                     | Věčné duše: Počátek | 38      | 22. března 2020 | 21. září 2020      | Twitch, YouTube          |
| 1                     | Věčné duše          | 69      | 2. října 2020   | 6. srpna 2022      | Twitch, YouTube, NerdFix |
| 2                     | Stříbrné šípy       | -*      | 20. října 2022  | -                  | Twitch, YouTube          |
| Vedlejší kampaně      |                     |         |                 |                    |                          |
| Tarken                | Tarken              | 5       | 26. října 2020  | 14. listopadu 2020 | Twitch, YouTube, NerdFix |
| Hexakoron             | Hexakoron           | 6       | 4. března 2021  | 8. dubna 2021      | Twitch, YouTube, NerdFix |
| Arila                 | Arila               | 3       | 5. září 2021    | 19. září 2021      | Twitch, YouTube, NerdFix |
| Jednorázové příběhy   |                     |         |                 |                    |                          |
| Oneshoty              | Oneshoty            | 20      | 5. 2. 2020      | -                  | Twitch, YouTube, NerdFix |
| *Kampaň aktuálně běží |                     |         |                 |                    |                          |

### Hlavní kampaně

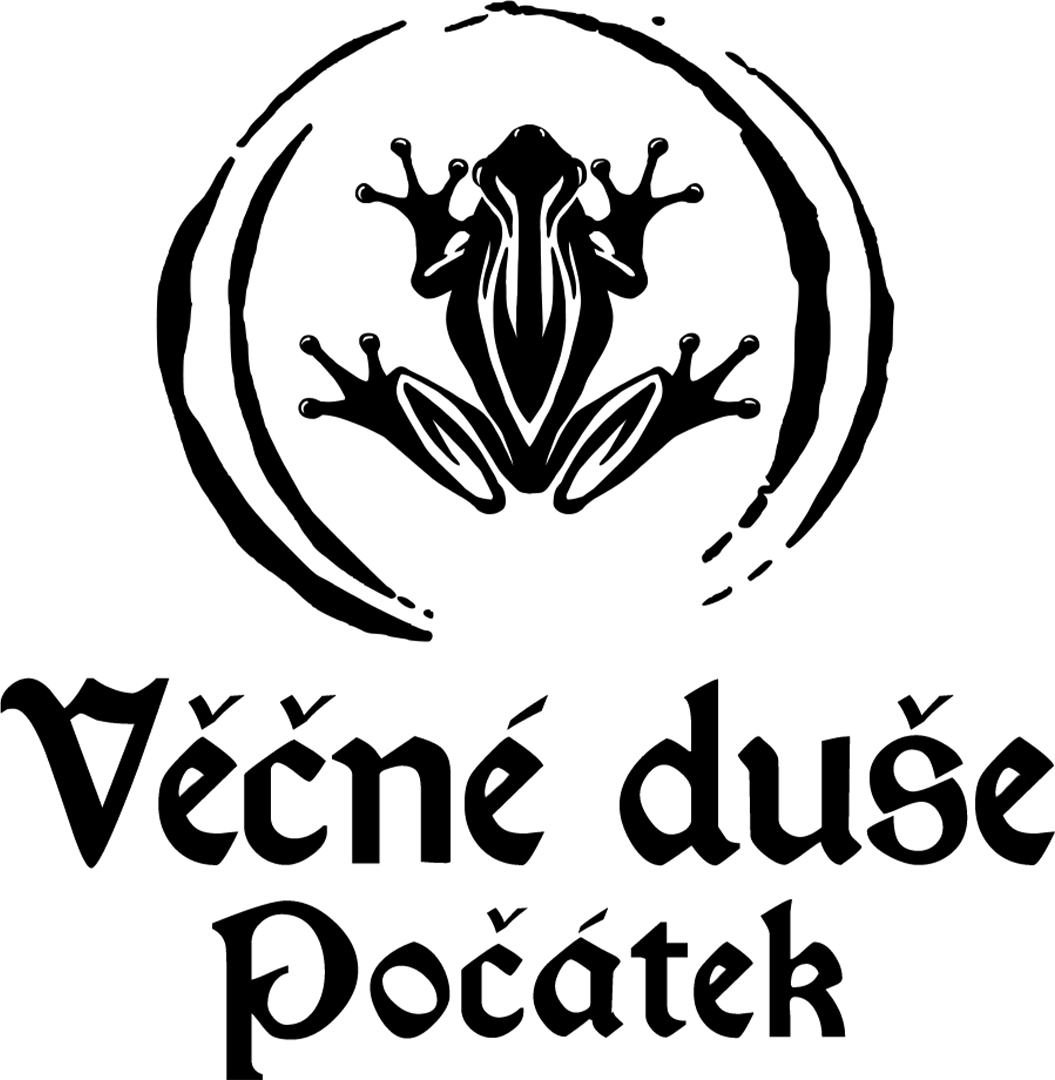
Logo Věčné duše: Počátek

#### Věčné duše: Počátek
Začátek hlavní kampaně vychází z příručky Explorer’s Guide to Wildemount z pera Matthew Mercera. Kampaň sleduje příběh skupiny dobrodruhů kteří si říkají Věčné duše a jejich putování mrazivým severem Šedivějící divočiny, přes Dwendalianské království až po bažiny a stepi Xhorhasu na kontinentu Wildemount, aby vyřešili záhady tohoto světa, svou minulost a porazili v epickém souboji hlavního záporáka - Nezzodana.
V průběhu kampaně se ke skupině přidají hosté, kteří hrají další postavy důležité v příběhu.
Kampaň Věčné duše Počátek má 38 epizod.

#### Věčné duše
Věčné duše se po měsíci “dovolené” opět setkávají v hostinci Čtyři kouty a vydávají se na nová dobrodružství k načerpání sil, získání zkušeností a informací k porážce Nezzodana. Cestou se odkrývá minulost hlavních postav v nekončící spirále plot twistů.
Kampaň Věčné duše má 69 epizod.

#### Stříbrné šípy
Po ukončení kampaně Věčných duší přišla skupina Na tahu 20. října 2022 s novou kampaní Stříbrné šípy. Příběh se odehrává v autorském světě Geparim od vypravěče Jiřího Korčáka.

## Vedlejší projekty

### Fest Na tahu
Od léta 2020 začala skupina Na tahu organizovat budějovický fantasy con Fest Na tahu. Ten se odehrává v Českých Budějovicích. V roce 2020 proběhl zátěžový 0. ročník. V srpnu roku 2022 proběhl v datech 5.-7.8.2022 2. ročník festivalu.